# Jagetzow
Jagetzow ist ein Ortsteil der Gemeinde Völschow im Landkreis Vorpommern-Greifswald in Mecklenburg-Vorpommern. Jagetzow liegt rund 2 km südöstlich von Völschow und ist von dort sowie von der 1,6 km westlich verlaufenden Landesstraße 35 über Gemeindestraßen erreichbar. Zwischen Jagetzow und Völschow verläuft die Bundesautobahn 20.

## Geschichte
Der Ortsname ist slawischen Ursprungs und wird in älteren Schriften auch Jagezow, Gametzow, Gavisowe oder Gawetzow geschrieben.
1249 wurde Gavisowe neben anderen Dörfern durch Bischof Wilhelm von Cammin zur St.-Johannis-Kirche in Kartlow eingepfarrt.
In den 1510er Jahren belehnte Herzog Bogislaw X. den Loitzer Amtshauptmann Peter Podewils mit Ländereien in Jagetzow. Ebenfalls Anteile an Jagetzow und dem benachbarten Kadow besaßen bis ins 18. Jahrhundert die Familien Maltzahn, Parsenow und Heyden.
Der Landrat Ernst Sigismund von Walsleben und sein Bruder, der Rittmeister Hans Reimer Ehrenreich von Walsleben, waren 1737 mit Jagetzow, Kadow und einem Anteil in Gramzow belehnt worden, nachdem sie die Güter einige Jahre zuvor gekauft hatten. Sie verkauften die Güter an Gustav Sasse, von dem die Tochter Sophie Friederike Sigismunda 1754 beim Erbvergleich mit ihrer Schwester Jagetzow erhielt. Deren Ehemann, der Hauptmann Friedrich Wilhelm von Bomin wurde 1756 mit Jagetzow, Kadow und den Gramzower Anteilen belehnt. 1765 wurde Jagetzow allodifiziert.
Nach von Bomins Tod 1794 kam das Gut bei einer Versteigerung an seine Tochter Adelheid Louise und seinen Schwiegersohn, den Hauptmann Otto Bogislaw von Parsenow. Die Familie von Parsenow starb 1830 in der männlichen Linie aus. 1833 wurde Jagetzow zwangsversteigert.
1834, nach anderen Angaben 1835, erwarb der Wirtschaftswissenschaftler Karl Rodbertus das zu dieser Zeit etwa 550 Hektar große Gut Jagetzow, das ab 1836 sein ständiger Wohnsitz wurde und ihm eine weitgehend unabhängige Existenz als Privatgelehrter ermöglichte.
Um 1865 hatte Jagetzow 122 Einwohner. Neben den Familien des Gutsherrn und des Verwalters lebten 13 Tagelöhnerfamilien im Ort. Es wurden überwiegend Schafe gehalten.
Nach dem Tod Karl Rodbertus erbte seine Adoptivtochter Anna (1840–1899), verwitwete von der Osten, in zweiter Ehe mit Friedrich von Lindheim verheiratet, das Gut. Sie lebte mit ihrem Mann in Dresden. Jagetzow kam danach in den Besitz ihres Sohnes aus erster Ehe, Oskar von der Osten-Warnitz (1862–1942). 1932 wurde das Gut versiedelt, d. h. aufgeteilt und an Siedlerfamilien verkauft.
1933 hatte Jagetzow 381 Einwohner, 1939 waren es 394.

## Persönlichkeiten
- Karl Rodbertus (1805–1875), Nationalökonom, Gutsbesitzer von Jagetzow

## Sehenswürdigkeiten
- Kapelle Jagetzow, Fachwerkbau
- Gutshaus
- Friedhof mit der Grabstätte von Karl Rodbertus